# Parrocchia di Christ Church Nichola Town
La parrocchia di Christ Church Nichola Town si trova nella parte settentrionale dell'isola di Saint Kitts, nella federazione di Saint Kitts e Nevis. Il villaggio più grande è Molyneux.

## Villaggi
- Nichola Town (capoluogo)
- Bourryeux
- Lodge Village
- Mansion
- Molyneux
- Phillips